# Robaje
Robaje (cyr. Робаје) – wieś w Serbii, w okręgu kolubarskim, w gminie Mionica. W 2011 roku liczyła 406 mieszkańców.